# Yellow River
Yellow River – piosenka z gatunku pop-rock, nagrana przez brytyjski zespół jednego przeboju Christie. Utwór został napisany przez lidera formacji, Jeffa Christie.

## Historia

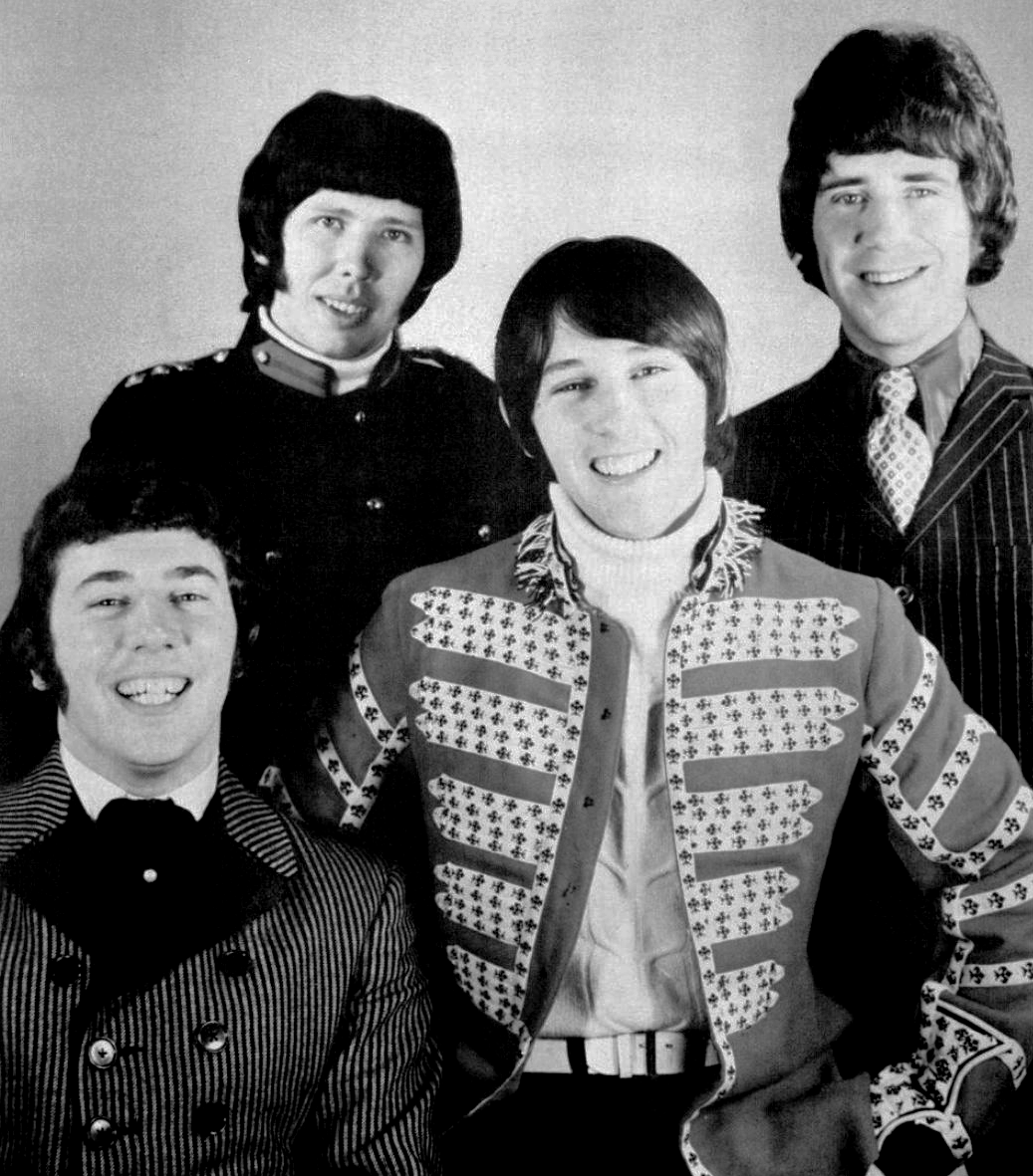
The Tremeloes (1968)

Lider grupy Christie zaoferował kompozycję zespołowi The Tremeloes, którzy w 1969 roku nagrali swoją wersję, którą mieli opublikować na singlu z początkiem 1970 roku. Jednak, z powodu sukcesu jaki przyniósł im singel „Call Me Number One” (1969), oraz po uznaniu piosenki Christiego za zbyt popową jak na ich przyszłą karierę, członkowie grupy The Tremeloes postanowili nadal podążać dotychczasowym nurtem, w który miała się wpisać kompozycja „By the Way”. Utwór okazał się jednak znikomym sukcesem na brytyjskich listach przebojów.
Producent wydawnictwa, Mike Smith, usunął z nagrania wokale muzyków The Tremeloes, zamieniając je partiami zaśpiewanymi przez Jeffa Christiego. Singiel zespołu pochodzącego z angielskiego Leeds został wydany 23 kwietnia 1970 roku. Piosenka stała się międzynarodowym przebojem, docierając do pozycji 1. brytyjskiego zestawienia w maju tego samego roku. Za oceanem dzieło Brytyjczyków dotarło do 23. miejsca listy „Billboard” Hot 100.

## Tekst

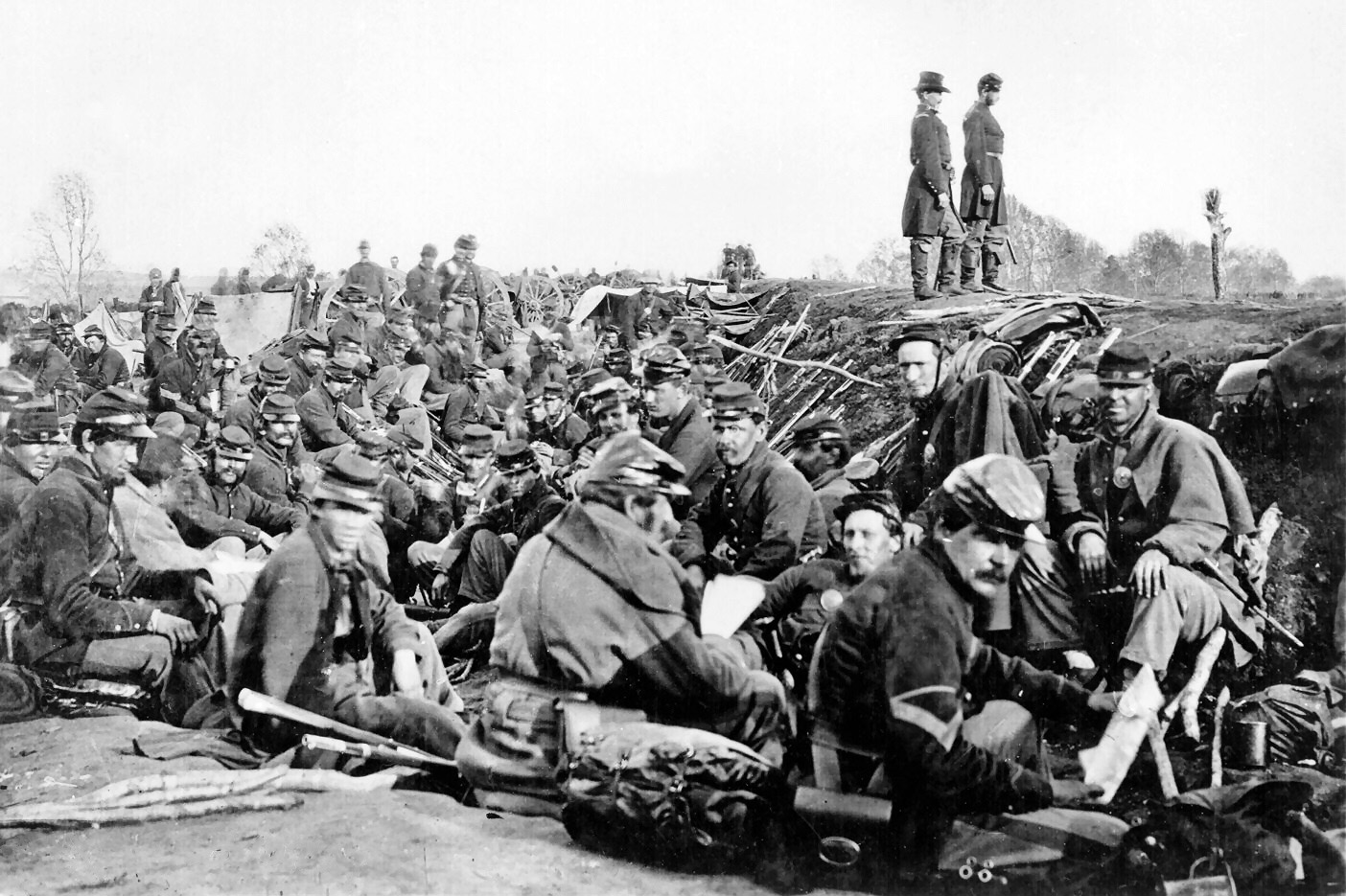
Żołnierze Unii po dokonaniu umocnień, wzdłuż brzegu rzeki Rappahannock w Fredericksburg

Dokładna lokalizacja Yellow River (tłum. żółta rzeka) w piosence nie jest określona, mimo że jej autor Jeff Christie, na nagraniu śpiewa, że inspiracją był powracający do domu żołnierz w trakcie kończącej się wojny secesyjnej. Podczas publikacji nagrania, w trakcie wojny w Wietnamie, domniemano, że słowa piosenki odnoszą się do żołnierza dezerterującego z amerykańskiej armii, podczas kończących się czynności poborowych.

## Teledysk
Wideoklip do „Yellow River” zarejestrowany został na Tamizie, w Londynie. Na nagranym materiale wideo widoczny jest zespół Christie, który żegluje barką w dół rzeki. Podczas tych sekwencji można zauważyć pałac Westminsterski oraz wieżę zegarową Big Ben – jedne z najbardziej rozpoznawalnych obiektów stolicy Anglii.

## Listy przebojów
| Kraj              | Lista                  | Pozycja |
| ----------------- | ---------------------- | ------- |
| Szwajcaria        | Schweizer Hitparade    | 4       |
| Niemcy            | Media Control Charts   | 2       |
| Austria           | Ö3 Austria Top 40      | 2       |
| Holandia          | Single Top 100         | 4       |
| Belgia            | Ultratop 50 (Flandria) | 1       |
| Norwegia          | VG-lista               | 1       |
| Irlandia          | Irish Singles Chart    | 1       |
| Południowa Afryka | SA Top 20 Charts       | 1       |
| Wielka Brytania   | UK Singles Chart       | 1       |
| Stany Zjednoczone | Billboard Hot 100      | 23      |

## Inne wersje utworu
Źródło: 
Piosenka „Yellow River” na przestrzeni lat wykonywana była przez m.in.:
- 1970: Jackie Mittoo
- 1970: Joe Dassin (nagrane w jęz. francuskim jako "L'Amérique")
- 1971: Middle of the Road
- 1971: Le grand orchestre de Paul Mauriat
- 1985: The Tremeloes
- 1994: Elton John
- 2001: R.E.M.

W Australii wersja utworu „Yellow River” w wykonaniu grupy Christie nie była często emitowana w rozgłośniach radiowych z uwagi trwający tam wówczas zakaz radiowy (od maja do października 1970 r.). Lokalne zespoły Jigsaw (z Melbourne) oraz Autumn (z Sydney) odniosły sukces wydając własne aranżacje utworu zespołu Christie.
Coverem tej piosenki jest też humorystyczna przeróbka z repertuaru polskiego zespołu swingowo-rockowego Czarno-Czarni, którą zatytułowano „Jedzą rybę” (2000).